# Liste der Mitglieder des liechtensteinischen Landtags (1945)
Diese Liste führt die Mitglieder des Landtags des Fürstentums Liechtenstein auf, der aus den Wahlen am 29. April 1945 hervorging. Diese Wahl war die erste nach Ende des Zweiten Weltkriegs und beendete die Wahlperiode, die Fürst Franz Josef II. 1943 zur Sicherheit und Wohlfahrt des Staates auf unbestimmte Zeit verlängerte. Er stützte sich dabei auf Artikel 10 der Liechtensteinischen Verfassung und versprach in seiner Fürstlichen Verordnung vom 18. Februar 1943, den Landtag zum bestmöglichen Zeit aufzulösen und Neuwahlen anzuordnen. Erstmals kam bei der Wahl 1945 das 1939 eingeführte Proporzwahlrecht zur Anwendung.

## Zusammensetzung
Von 3088 Wahlberechtigten nahmen 2883 Personen an der Wahl teil (93,4 %). Von den abgegebenen Stimmen waren 2828 gültig. Die Stimmen und Mandate verteilten sich in den beiden Wahlkreisen – Oberland und Unterland – wie folgt:
| Partei                              | Stimmen  | Stimmen   | Stimmen   | Stimmen       | Sitze    | Sitze     | Sitze     |
| ----------------------------------- | -------- | --------- | --------- | ------------- | -------- | --------- | --------- |
| Partei                              | Oberland | Unterland | insgesamt | Stimmenanteil | Oberland | Unterland | insgesamt |
| Fortschrittliche Bürgerpartei (FBP) | 901      | 652       | 1553      | 54,72 %       | 4        | 4         | 8         |
| Vaterländische Union (VU)           | 972      | 313       | 1285      | 45,28 %       | 5        | 2         | 7         |

## Liste der Mitglieder
| Name                | Fraktion | Wahlkreis | Stimmen | Bemerkung |
| ------------------- | -------- | --------- | ------- | --------- |
| Johann Beck         | FBP      | Oberland  | 893     |           |
| Fidel Brunhart      | FBP      | Oberland  | 889     |           |
| Heinrich Brunhart   | VU       | Oberland  | 959     |           |
| Philipp Elkuch      | FBP      | Unterland | 596     |           |
| Johann Georg Hasler | FBP      | Unterland | 589     |           |
| Alois Hassler       | VU       | Unterland | 324     |           |
| Franz Xaver Hoop    | FBP      | Unterland | 589     |           |
| Florian Kindle      | VU       | Oberland  | 964     |           |
| Josef Marxer        | VU       | Unterland | 325     |           |
| Josef Negele        | FBP      | Oberland  | 883     |           |
| Alois Ritter        | VU       | Oberland  | 1010    |           |
| Eugen Schädler      | FBP      | Unterland | 612     |           |
| Josef Sele          | VU       | Oberland  | 993     |           |
| David Strub         | FBP      | Oberland  | 906     |           |
| Johann Wachter      | VU       | Oberland  | 954     |           |

## Liste der Stellvertreter
| Name               | Fraktion | Wahlkreis | Anmerkung | Bemerkung |
| ------------------ | -------- | --------- | --------- | --------- |
| Louis Brunhart     | FBP      | Oberland  | 838       |           |
| Oswald Bühler      | FBP      | Unterland | 492       |           |
| Ludwig Marock      | VU       | Unterland | 299       |           |
| Rudolf Marxer      | FBP      | Unterland | 581       |           |
| Chrisostomus Oehri | VU       | Unterland | 302       |           |
| Ernst Risch        | FBP      | Oberland  | 850       |           |
| Alexander Sele     | VU       | Oberland  | 931       |           |
| Alois Wille        | VU       | Oberland  | 937       |           |